# WISE 0855-0714
WISE 0855-0714 (nome completo: WISE J085510.83−071442.5) è una sub-nana bruna situata a 7,27 anni luce (2,23 parsec) dalla Terra. La sua scoperta, annunciata nell'aprile del 2014 da Kevin Luhman, è avvenuta grazie ai dati raccolti dal Wide-field Infrared Survey Explorer (WISE). Si tratta del quarto sistema di oggetti celesti per vicinanza al Sole. È anche il più freddo tra gli oggetti di questo tipo trovati nello spazio interstellare, avendo una temperatura superficiale compresa nel range tra −48 °C e −13 °C (225-260 K).

## Scoperta

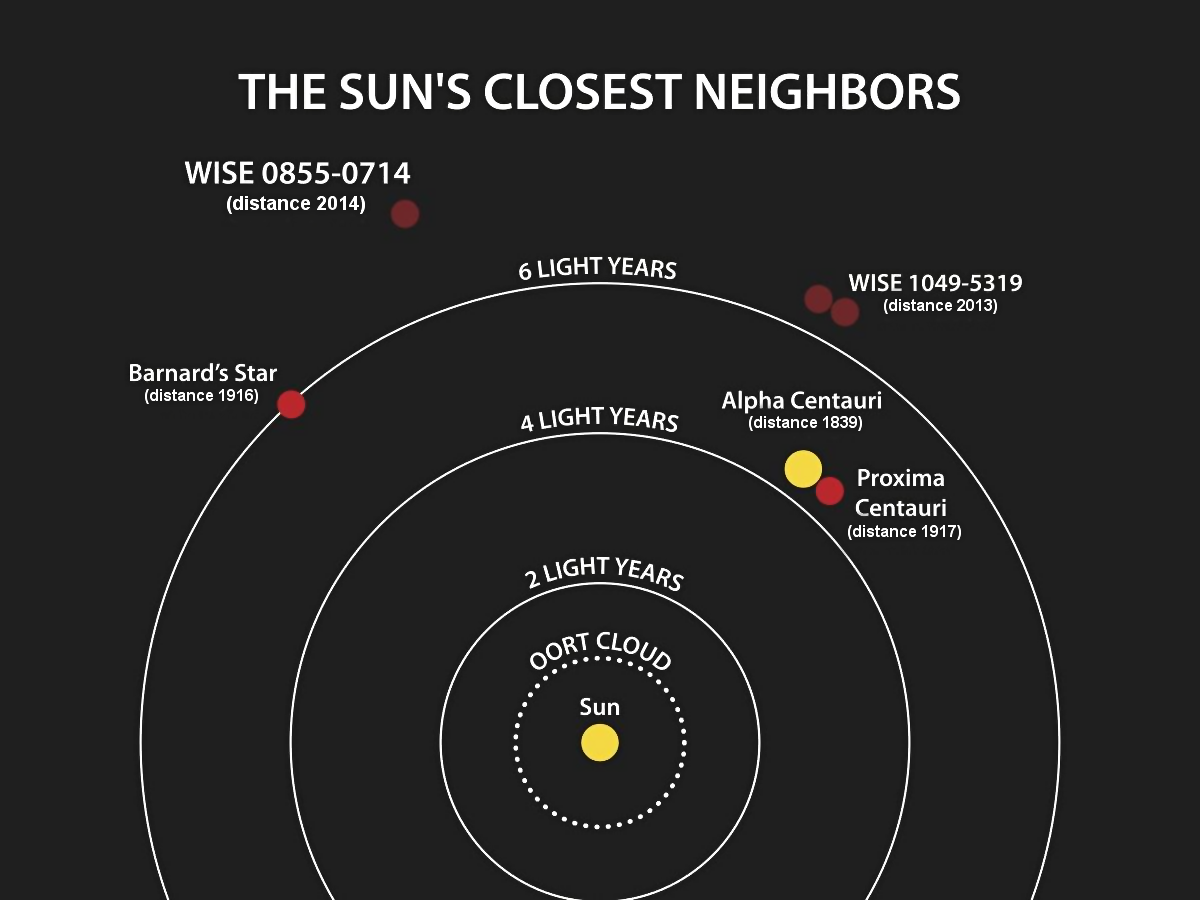
Le stelle e le nane brune più vicine al Sole, compresa WISE 0855−0714.

L'oggetto fu rilevato da WISE nel marzo 2013 e poi seguito con una serie di osservazioni dello Spitzer Space Telescope e del telescopio Gemini North. Il nome completo WISE J085510.83−071442.5 include le sue coordinate equatoriali e indica che è collocato nella costellazione Idra.

## Spettrometria e interpretazione
L'intensità dell'emissione in diverse bande dell'infrarosso termico combinata con la magnitudine assoluta — oggi conosciuta essendo nota la distanza - sono state usate per collocare WISE 0855−0714 in diversi modelli. Le immagini infrarosse riprese con i telescopi Magellano suggeriscono la presenza di nubi contenenti acqua.
Basandosi sui modelli che descrivono le nane brune WISE 0855−0714 dovrebbe avere una massa compresa tra le 3 e le 10 masse gioviane, il che lo farebbe rientrare tra le sub nane brune o comunque tra gli oggetti di massa planetaria.
A partire dal 2003 la IAU considera come nane brune solo oggetti di massa superiore alle 13 masse gioviane, in grado quindi di effettuare la fusione del deuterio. Oggetti più leggeri e che orbitano attorno ad altri oggetti di massa maggiore vengono considerati pianeti. Visto che però WISE 0855−0714 non orbita attorno a nessun altro oggetto, può essere incluso tra i pianeti interstellari come Cha 110913-773444, identificato nel 2004 e che costituisce il primo pianeta interstellare noto.
Combinando luminosità, distanza e massa è stato stimato che WISE 0855−0714 è la più fredda tra le nane brune oggi conosciute, con una temperatura il cui valore può variare da 225 fino a 260 K (−48 fino a −13 °C; −55 fino a 8 °F) a seconda del modello utilizzato per calcolarla.